# Natural Earth projection

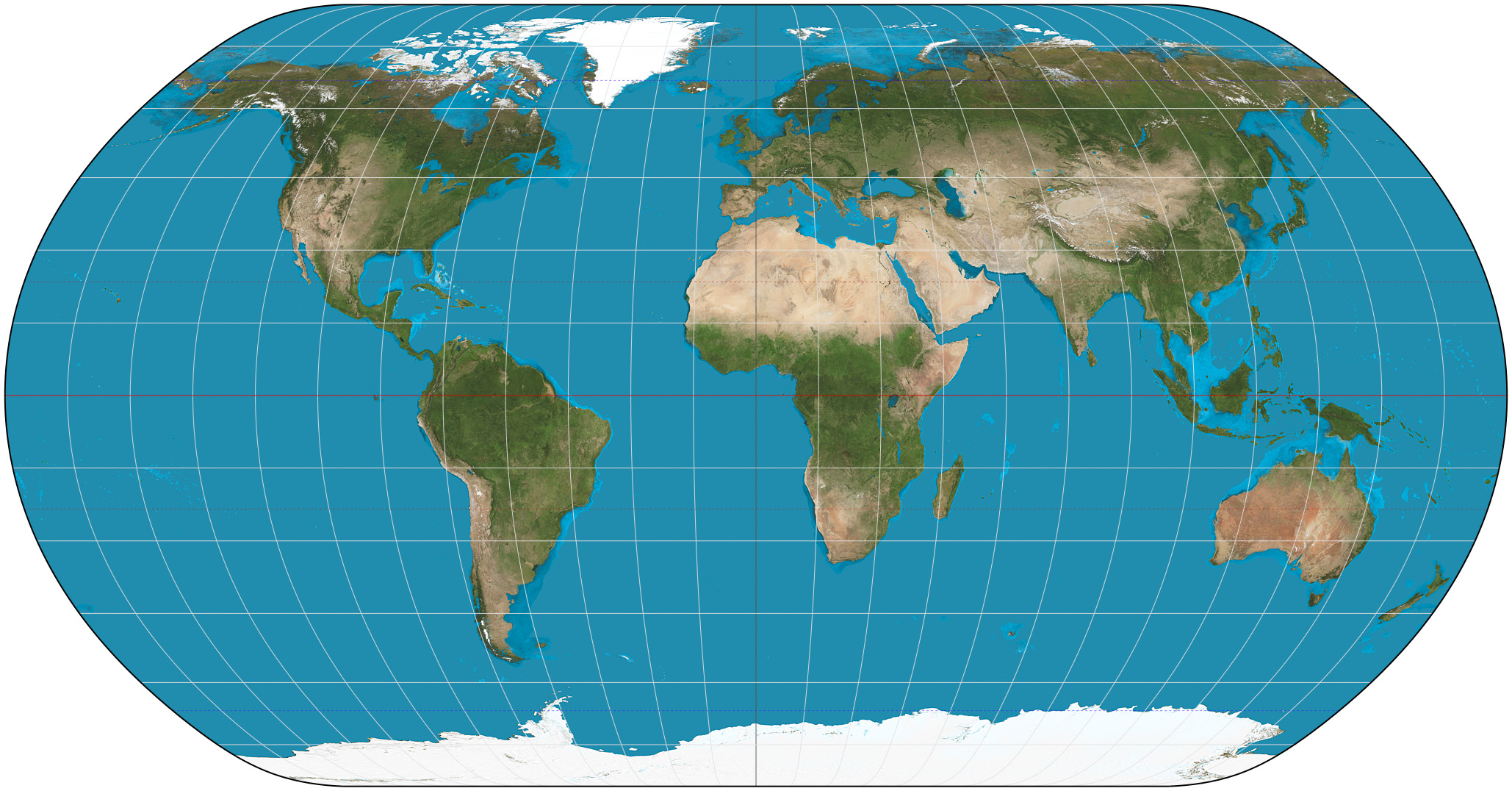
Projection naturelle de la Terre du monde.

La projection naturelle de la Terre avec l'indicatrice de Tissot de déformation.

La projection naturelle de la Terre (en anglais : Natural Earth projection) est une projection cartographique pseudo-cylindrique conçue par Tom Patterson et introduite en 2012.
Elle a été conçue dans Flex Projector, une application logicielle spécialisée qui offre une approche graphique pour la création de nouvelles projections,.

## Définition
La projection naturelle de la Terre est définie par les formules suivantes :
{\displaystyle {\begin{aligned}x&=0.8707\times l(\varphi )\times \lambda ,\\y&=0.8707\times 0.52\times d(\varphi )\times \pi ,\end{aligned}}} ,
où
- x, y sont les coordonnées cartésiennes ;
- λ est la longitude du méridien central ;
- φ est la latitude ;
- l (φ) est la longueur du parallèle à la latitude φ ;
- d (φ) est la distance du parallèle à l'équateur à la latitude φ.

l (φ) et d (φ) sont donnés sous forme de polynômes, initialement à partir de l' interpolation des valeurs suivantes dans Flex Projector :
| φ (degrés) | l (φ)  | d (φ)  |
| ---------- | ------ | ------ |
| 0          | 1,0000 | 0,0000 |
| 5          | 0,9988 | 0,0620 |
| dix        | 0,9953 | 0,1240 |
| 15         | 0,9894 | 0,1860 |
| 20         | 0,9811 | 0,2480 |
| 25         | 0,9703 | 0,3100 |
| 30         | 0,9570 | 0,3720 |
| 35         | 0,9409 | 0,4340 |
| 40         | 0,9222 | 0,4958 |
| 45         | 0,9006 | 0,5571 |
| 50         | 0,8763 | 0,6176 |
| 55         | 0,8492 | 0,6769 |
| 60         | 0,8196 | 0,7346 |
| 65         | 0,7874 | 0,7903 |
| 70         | 0,7525 | 0,8435 |
| 75         | 0,7160 | 0,8936 |
| 80         | 0,6754 | 0,9394 |
| 85         | 0,6270 | 0,9761 |
| 90         | 0,5630 | 1,0000 |

Les valeurs pour l'hémisphère sud sont calculées en changeant le signe des valeurs correspondantes pour l'hémisphère nord.

## Voir également
- Projection de Robinson
- Projection tripel de Winkel
- Kavrayskiy VII